# Серотонин
Серотонин, или 5 хидроксид триптамин (5-HT), је један важан неуротрансмитер. Серотонин је хормон среће.

## Синтеза
Настаје из аминокиселине триптофан. Најпре долази до хидроксилације триптофана уз помоћ ензима триптофан хидроксилаза. За овај процес важан је тетрахидробиоптерин. Следећи корак је декарбоксилација 5 хидрокси триптофана до серотонина

## Заступљеност и улога
Заступљен је свуда у људском телу, али највише у:
1. гастроинтестиналном систему у неуроендокриним ћелијама-ослобађањем серотонина из ових ћелија настаје осећај мучнине и повраћања-одбрамбена реакција.
2. централном нервном систему у (лат. nucleus raphe magnus) где има улоге у регулисању сна, РЕМ фаза сна. Учествује у регулисању осећаја ситости и глади и модулисању бола. Веома важна улога је и у изазивању осећаја среће.
3. тромбоцитима где учествује у процесу коагулације. Серотонин делује вазоконстрикоторно.

## Метаболити
Разграђује се дејством ензима моноаминооксидазе МАО. Инактивацијом настаје продукт 5 хидрокси индол сирћетна киселина која се може мерити у мокраћи. Повећана је код болести-карциноид, где долази до туморске пролиферације неуроендокриних ћелија гастроинтестиналног тракта. Карциноид се одликује нападима повраћања, осипа по кожи, температуре, халуцинације...
Из серотонина се може синтетисати мелатонин-хормон епифизе (епифиза), који има улогу у инхибији секреције гондотропина из хипофизе и тако одлаже појави пубертета.

## Супстанце које садрже серотонин
Серотонина има и у чоколади, али и у многим другим намирницама: млеко, сир, воће, вино...
Такође неке дроге нпр. екстази-МДМА, ЛСД повећавају количину серотонина што изазива еуфорију.
Медикаменти који повећавају количину серотонина (ССРИ) се користе у лечењу депресије (депресија).